# Edmontonia
Edmontonia (Edmontonia) – czworonożny, roślinożerny dinozaur z rodziny nodozaurów. Nazwę rodzajową można tłumaczyć jako "pochodzący z Edmonton". 
Edmontonia osiągała około 7 metrów długości i ważyła 4-5 ton. Edmontonia była pokryta pancerzem kostnym, z wyjątkiem brzucha. Dinozaury te żyły w stadach wędrując prawdopodobnie z innymi dinozaurami i żywiąc się roślinami. Dinozaury należące do rodzaju edmontonia zamieszkiwały tereny dzisiejszej Kanady (Alberta) i USA (Montana, Teksas) w późnej kredzie około 70 milionów lat temu.

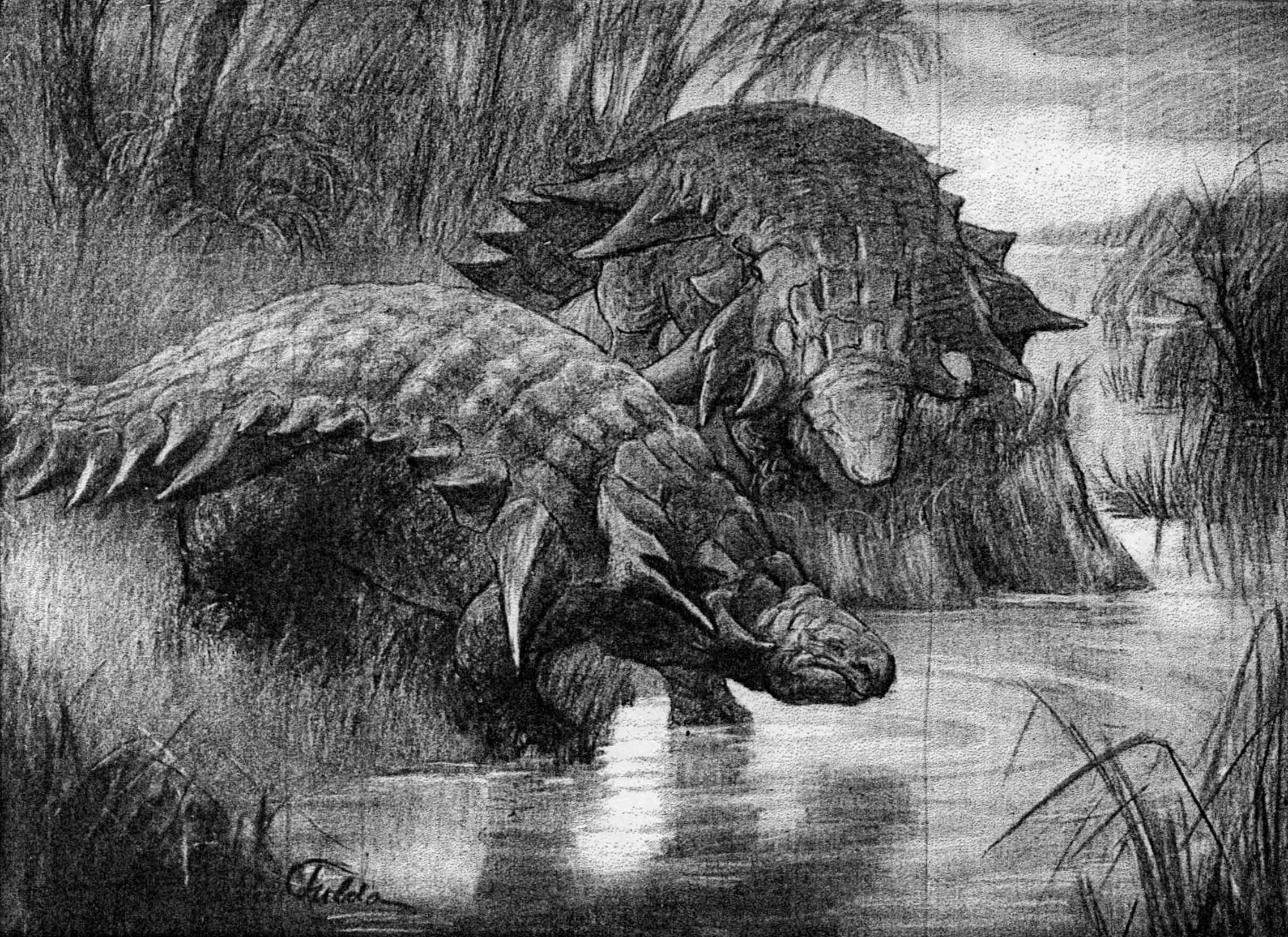

Pierwsze skamieniałości tego rodzaju zostały znalezione w 1924 przez George'a Patersona i nazwane Edmontonia laticeps.

## Gatunki
- E. australis (nomen dubium) ,
- E. laticeps,
- E. rugosidens.